# Earhart (lune)
Earhart est un satellite naturel de Saturne, plus précisément un satellite à hélice trans-Encke. Son rayon serait inférieur à 1 000 mètres et sa sphère de Hill aurait un rayon de 370 mètres. Il orbite à près de 133 800 kilomètres du centre de Saturne, dans la partie extérieure de l'anneau A, au-delà de la division d'Encke, d'où le nom de « trans-Encke ».
Il est nommé d'après l'aviatrice américaine Amelia Earhart.